# Virginia City (Nevada)
Virginia City je sídlo v okrese Storey County ve státě Nevada ve Spojených státech amerických. Je zároveň správním střediskem tohoto okresu. V rámci stejnojmenného území pro sčítání lidu (census-designated place) žije 787 obyvatel.
Virginia City vzniklo v roce 1859 krátce po objevu velkých zásob stříbra v této oblasti. Velmi rychle zde vyrostlo městečko, jehož počet obyvatel kulminoval v polovině 70. let 19. století kolem hodnoty 25 tisíc osob. Po roce 1879, kdy začaly být doly zavírány, počet obyvatel klesal. Ve Virginia City je množství dochovaných a státem chráněných památek.
V letech 1861–1864 zde žil a pracoval jako horník a později jako novinář Samuel Clemens, který právě ve Virginia City poprvé použil svůj pseudonym Mark Twain.